# 罗甸纤细假糙苏
罗甸纤细假糙苏（学名：Paraphlomis gracilis var. lutienensis）为唇形科假糙苏属下的一个变种。

## 扩展阅读
- 維基物種上的相關：罗甸纤细假糙苏